# Pterolophia trivittata
Pterolophia trivittata är en skalbaggsart som beskrevs av Stefan von Breuning 1940. Pterolophia trivittata ingår i släktet Pterolophia och familjen långhorningar. Inga underarter finns listade i Catalogue of Life.